# Піштештій-дін-Дял
Піштештій-дін-Дял (рум. Pișteștii din Deal) — село у повіті Горж в Румунії. Входить до складу комуни Скоарца.
Село розташоване на відстані 223 км на захід від Бухареста, 9 км на схід від Тиргу-Жіу, 85 км на північ від Крайови.

## Населення
За даними перепису населення 2002 року у селі проживали 992 особи. Усі жителі села рідною мовою назвали румунську.
Національний склад населення села:
| Національність | Кількість осіб | Відсоток |
| -------------- | -------------- | -------- |
| цигани         | 721            | 72,7%    |
| румуни         | 271            | 27,3%    |